# Ordnance Survey
Ordnance Survey er det nationale kortlægningsagentur for hele Storbritannien, med undtagelse af Nordirland, og er Storbritanniens pendant til Geodatastyrelsen. Agenturet/styrelsen hører under Storbritanniens Erhvervs- og udviklingsministerium (Department for Business, Innovation and Skills). Det er ikke underlagt nogen direkte styring fra ministerielt hold eller politisk indblanding. Ordnance Survey er selvfinancierende og får sine indtægter fra salg af; kort, geodata og ekspertise, og er blandt verdens største producenter af kort. 
Ordnance Survey er blandt andet sponsor for Geograph Britain and Ireland, et webbaseret projekt iværksat i marts 2005 med henblik på at skabe et frit tilgængeligt arkiv med geografisk placerede billeder i Storbritannien og Irland.

## Historie
Navnet Ordnance Survey, stammer fra 1791 og kommer af agenturets oprindelige militære formål. I forsøget på at planlægge mod alle typer af angreb, bad regeringen forsvarsministeren om at kortlægge Englands sydkyst (Board of Ordnance var datidens forsvarsministerium og Survey er forkortelse for Land Survey, der betyder opmåling/kortlægning).
Allerede i 1747, havde oberstløjtnant David Watson foreslået at fremstille et samlet kort over det skotske højland, i kølvandet på den skotste Jakobinske opstand i 1745.
Kong Georg 2. nedsatte en kommission under Watsons ledelse og under kommando af Hertugen af Cumberland. Resultatet af opmålingen, blev et kort i målforholdet 1 tomme til 1000 yards,
kaldt The Duke of Cumberland's Map, og kan ses på British Library.
En af Watsons assistenter, William Roy, arbejdede efterfølgende med den britiske del af bestemmelsen af de relative positioner, mellem de franske og britiske royale observatorier. Hertil opmålte han en basislinje mellem Hampton og Heathrow (går gennem den nuværende lufthavn) – nøglen i alle senere opmålinger i Storbritannien, for hvilket han fik tildelt Copleymedaljen i 1785. Dette arbejde blev også startskuddet til den britiske 1. ordens triangulation, som ledte op til beslutningen om at oprette Ordnance Survey.
I 1801 kunne man udgive de to første kortværker i serien one-inch-to-the-mile (målforhold 1:63360) over amterne Kent og Essex. Første ordens trianguleringen af Storbritannien blev afsluttet i 1841, men blev senere kraftigt forbedret af Alexander Ross Clarke, som forestod og i 1858 færdiggjorde en ny opmåling baseret på Airys ellipsoide. Året efter færdiggjorde Clarke den første indledende landsdækkende nivellering.